# Jérémie Pignard

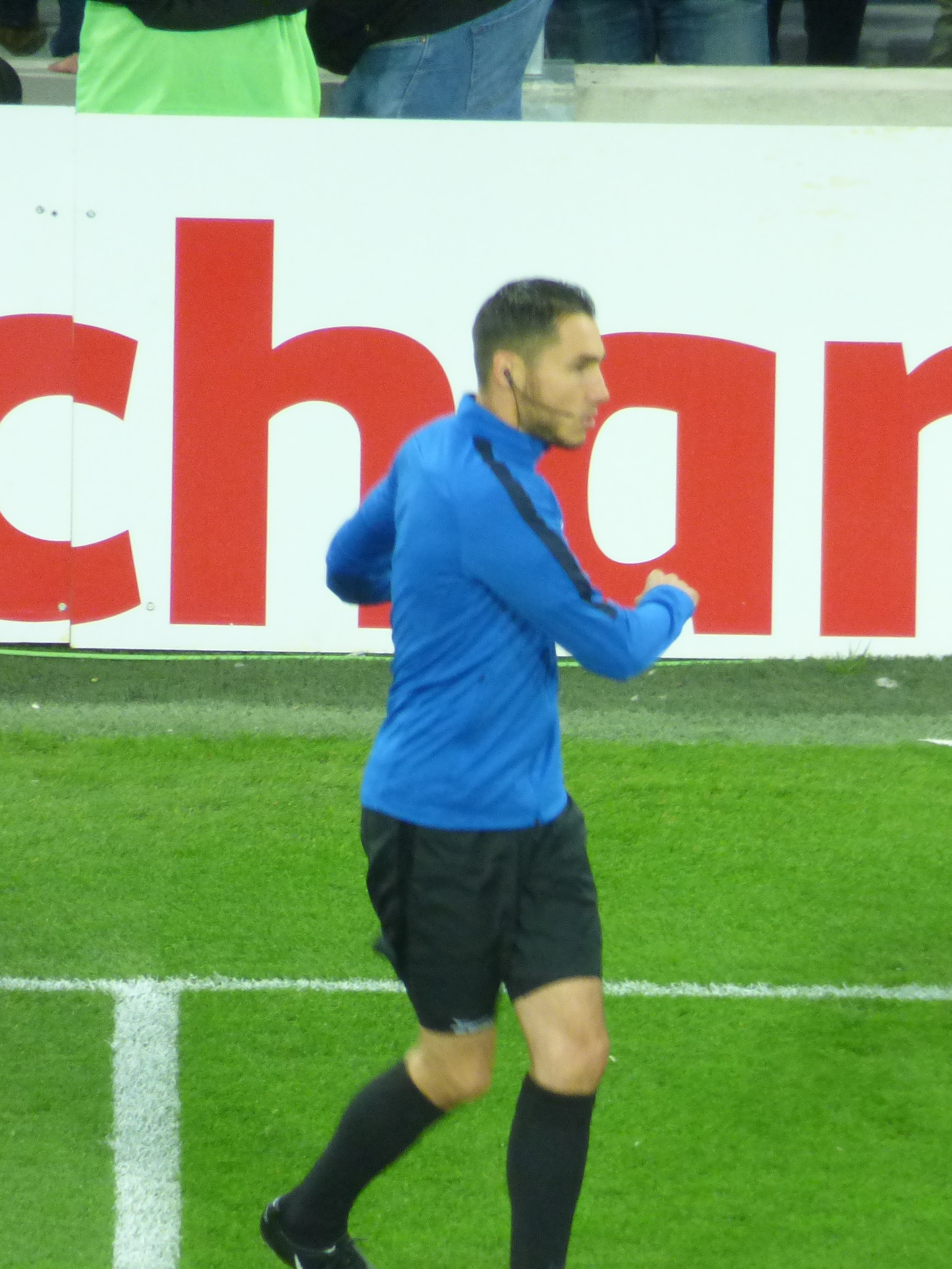
Jérémie Pignard, 2018

Jérémie Pignard (* 7. August 1987 in Villefranche-sur-Saône) ist ein französischer Fußballschiedsrichter.
Pignard leitet seit der Saison 2018/19 Spiele in der Ligue 2 und seit der Saison 2019/20 Spiele in der Ligue 1.
Seit 2021 steht er auf der Liste der FIFA-Schiedsrichter (auch als Videoschiedsrichter) und leitet internationale Fußballpartien. Im Juni 2022 debütierte er in der Nations League.